# Гутъяр, Джеремая
Джерема́я Гу́тъяр (англ. Jeremiah Gutjahr; 10 августа 1997, Блумингтон, Индиана, США) — американский футболист, полузащитник.

## Карьера

### Молодёжная карьера
Гутъяр — воспитанник филиала академии футбольного клуба «Чикаго Файр» в Индиане.
Во время обучения в Индианском университете в Блумингтоне в 2015—2018 годах Гутъяр играл за университетскую футбольную команду «Индиана Хузиерс» в Национальной ассоциации студенческого спорта. 30 сентября 2017 года в матче против «Санта-Клара Бронкос», команды Университета Санта-Клары, порвал переднюю крестообразную связку правого колена, из-за чего выбыл из строя почти на 11 месяцев.
В 2016 году также выступал за молодёжную команду «Чикаго Файр» в Премьер-лиге развития.

### Клубная карьера
22 января 2019 года «Чикаго Файр» подписал с Гутъяром однолетний контракт по правилу доморощенного игрока с опцией продления ещё на три года. Его профессиональный дебют состоялся 30 марта 2019 года в матче против «Нью-Йорк Ред Буллз». 14 октября 2019 года «Чикаго Файр» продлил контракт с Гутъяром на сезон 2020. 17 июня 2020 года Гутъяр перенёс артроскопическую операцию по восстановлению разрыва медиального мениска правого коленного сустава, в связи с чем выбыл из строя на четыре месяца. По окончании сезона 2020 «Чикаго Файр» не стал продлевать контракт с Гутъяром.
15 марта 2021 года Гутъяр подписал контракт с клубом Чемпионшипа ЮСЛ «Инди Илевен» на сезон 2021. За «Инди Илевен» дебютировал 1 мая 2021 года в матче против «Бирмингем Легион», выйдя на замену во втором тайме.
В январе 2022 года Джеремая Гутъяр объявил о завершении футбольной карьеры через свою личную страницу в Instagram.

### Международная карьера
В составе сборной США до 20 лет Гутъяр принимал участие в молодёжном чемпионате КОНКАКАФ 2017.

## Статистика
| Выступление      | Выступление      | Выступление      | Лига | Лига | Плей-офф | Плей-офф | Кубок | Кубок | Итого | Итого |
| Клуб             | Лига             | Сезон            | Игры | Голы | Игры     | Голы     | Игры  | Голы  | Игры  | Голы  |
| ---------------- | ---------------- | ---------------- | ---- | ---- | -------- | -------- | ----- | ----- | ----- | ----- |
| Чикаго Файр      | MLS              | 2019             | 8    | 0    | —        | —        | 0     | 0     | 8     | 0     |
| Чикаго Файр      | MLS              | 2020             | 0    | 0    | —        | —        | —     | —     | 0     | 0     |
| Чикаго Файр      | Итого            | Итого            | 8    | 0    | —        | —        | 0     | 0     | 8     | 0     |
| Инди Илевен      | USLC             | 2021             | 27   | 0    | —        | —        | —     | —     | 27    | 0     |
| Инди Илевен      | Итого            | Итого            | 27   | 0    | —        | —        | —     | —     | 27    | 0     |
| Всего за карьеру | Всего за карьеру | Всего за карьеру | 35   | 0    | 0        | 0        | 0     | 0     | 35    | 0     |